# Szergej Nyikolajevics Litvinov
Szergej Nyikolajevics Litvinov (Tsukerova Balka, Krasznodari határterület, 1958. január 23. – 2018. február 19.) olimpiai bajnok szovjet-orosz kalapácsvető.
Az 1980-as és 1988-as olimpián versenyzett, az 1984-es játékokat a keleti országok bojkottja miatt hagyta ki. Két olimpiai részvétele során egy arany- és egy ezüstérmet szerzett, emellett kétszeres világbajnok 1983-ban és 1987-ben. Miután visszavonult edzőnek állt, többek közt Ivan Cihan és fia, Szergej felkészítéséért felelt.

## Sportpályafutása
Pályafutása során Litvinov a szintén szovjet, később ukrán Jurij Szjedihhel vívott párharcot az atlétikai versenyek kalapácsvetés számaiban. Háromszor állított fel világrekordot, utolsó alkalommal 1983 júniusában egy 84,14 méteres dobással. Ezt a rekordot az 1986-os Európa-bajnokságon Szjedih javította meg 86,04 méteres dobásával. Eredménye a mai napig az örökranglista harmadik helyén áll Szjedih és Ivan Cihan mögött.
Litvinov aranyérmet nyert az 1988-as olimpián, míg hazai pályán, Moszkvában ezüstérmet szerzett 1980-ban. Az 1984-es olimpiát a szocialista tömbbe tartozó, illetve velük szoros gazdasági kapcsolatban lévő országok bojkottálták, ezért Litvinovnak is ki kellett hagynia.
Visszavonulása után edző lett, fia, Szergej irányításával 2014-ben Európa-bajnoki bronzérmes lett, Ivan Cihan pedig világbajnok és olimpiai ezüst-, valamint bronzérmes.
2018. február 19-én egy edzésről hazafelé tartva kerékpárjával elesett és a gyors orvosi beavatkozás ellenére elhunyt.

## Eredményei
| Szovjetunió színeiben | Szovjetunió színeiben     | Szovjetunió színeiben | Szovjetunió színeiben | Szovjetunió színeiben |
| --------------------- | ------------------------- | --------------------- | --------------------- | --------------------- |
| 1975                  | Ifjúsági Barátság Verseny | Besztercebánya        | 1.                    | 63,92 m               |
| 1975                  | Ifjúsági Európa-bajnokság | Athén                 | 3.                    | 64,44 m               |
| 1980                  | Olimpia                   | Moszkva               | 2.                    | 80,64 m               |
| 1982                  | Európa-bajnokság          | Athén                 | 3.                    | 78,66 m               |
| 1983                  | világbajnokság            | Helsinki              | 1.                    | 82,68 m               |
| 1984                  | Barátság verseny          | Moszkva               | 3.                    | 81,30 m               |
| 1986                  | Jóakarat játékok          | Moszkva               | 2.                    | 84,64 m               |
| 1986                  | Európa-bajnokság          | Stuttgart             | 2.                    | 85,74 m               |
| 1987                  | világbajnokság            | Róma                  | 1.                    | 83,06 m = CR          |
| 1988                  | Olimpia                   | Szöul                 | 1.                    | 84,80 m = OR          |
| Oroszország színeiben |                           |                       |                       |                       |
| 1993                  | világbajnokság            | Stuttgart             | 7.                    | 78,56 m               |

## Rekordjai
- 72,38 m (1976. július., Tallinn) ifjúsági Európa-csúcs[9]
- 81,66 m (1980. május 24., Szocsi) világcsúcs[10]
- 83,98 m (1982. június 4., Moszkva) világcsúcs
- 84,14 m (1983. június 21., Moszkva) világcsúcs